# Usť-Luga
Usť-Luga (rusky Усть-Лу́га, votsky Laugasuu) je osada v Kingiseppském rajónu Leningradské oblasti v Rusku. Nachází se v ústí řeky Lugy poblíž Lužské zátoky, která je součástí Finského zálivu, a leží asi 110 km západně od Petrohradu. Usť-Luga je rozdělena na čtyři části: Lenryba (Ленрыба), Lesnoj (Лесной), Ostrov (Остров) a Sudoverf (Судоверфь). Původním obyvatelstvem byli Ingrijští Finové, Ižorové a Votové, dnes však Rusové tvoří 81% populace.

## Přístav
Usť-Luga je velmi důležitým námořním přístavem. Jeho stavba začala v roce 1997, částečně i kvůli tomu, aby se dopravní lodě mohly vyhnout přístavům v pobaltských zemích.
8. listopadu 2007 byl schválen nový projekt, který má přístav značně rozšířit. Do roku 2025 by se měl zvýšit objem zboží na 120 miliónů tun a počet obyvatel na 70 000. Plán zasahuje do území tří vesnic (Krakolje, Lužicy, Peski), kde dodnes žijí Votové, jejichž počet se pohybuje okolo 20 a jsou ohroženým národem. Podle plánu má být vesnice Krakolje kompletně zdemolována a Lužicy se ocitne v centru průmyslové zóny. Někteří lingvisté tvrdí, že zničení těchto oblastí bude znamenat zánik národa, jeho kultury i jazyka. Stavební firma slíbila, že zachová votské domy a tradiční ižorský i votský sloh v centru města.
V roce 2021 dosáhl přístav ročního obratu 109,22 mil. tun zboží a stal se tak druhým největším ruským přístavem podle objemu přepravovaného zboží.

### Požár plynového terminálu
V noci na neděli 21. ledna 2024 došlo k rozsáhlému požáru terminálu plynárenské společnosti Novatek. Ukrajinska pravda s odkazem na zdroje  bezpečnostních složek uvedla, že šlo o výsledek operace ukrajinské tajné služby SBU s pomocí dronů. Ruské úřady ani Novatek oficiálně požár s ukrajinskými aktivitami nespojili.